# Karen Tuttle
Karen Tuttle, nascuda Katherine Ann Tuttle (Lewiston, Idaho, 28 de març, 1920 - Filadèlfia (Pennsilvània), 16 de desembre, 2010), va ser una violista i pedagoga nord-americana, coneguda pel seu sistema d'ensenyament que va anomenar coordinació. La coordinació té diversos aspectes, com ara la postura, l'equilibri de l'instrument, els alliberaments físics, la consciència i la integració corporal, els impulsos musicals i les respostes emocionals a la música. Va començar a tocar el violí als setze anys abans de passar a la viola el 1941. Tuttle va actuar i va ensenyar activament en diverses institucions fins a la seva jubilació el 2005.

## Primers anys i educació
Katherine Ann quan era jove va canviar el seu nom a Karen. El seu pare Ray, un violinista d'una família de grangers, i la seva mare Eunice, la directora d'un cor de l'església local, es van traslladar a Walla Walla, Washington amb Karen quan tenia dotze anys. Després de vuitè grau, Karen es va negar a continuar l'escola i, en canvi, va dedicar el seu temps a aprendre el violí. Va estudiar amb Jean Heers, Karel Havlíček i Henri Temianka, i va fer una gira activa per la costa oest quan era adolescent. No obstant això, va experimentar tensió i dolor per tocar el violí que els seus professors no van poder resoldre.
El 1941, Tuttle va escoltar el violista William Primrose tocar a Los Angeles amb el "London String Quartet". Va quedar tan impressionada amb la seva manera relaxada de jugar que de seguida li va demanar lliçons. Primrose va acceptar, sempre que es canvies a la viola i es va traslladar a Filadèlfia per assistir al Curtis Institute of Music, on Primrose era membre de la facultat.
Mentre estava a Curtis, Tuttle va passar hores observant Primrose i analitzant la seva manera relaxada de tocar. El 1944, es va convertir en l'ajudant de professora de Primrose. Primrose sovint enviava estudiants amb problemes tècnics a Tuttle per demanar ajuda, perquè podia articular millor el que necessitaven per crear un so bonic. Es va graduar el 1948, i quan Primrose va deixar Curtis el 1951, Tuttle es va convertir en la cap dels departaments de viola i música de cambra. Va ensenyar al Curtis Institute of Music fins a 1955.

## Carrera
Tot i que era un excel·lent professora, Tuttle també va continuar actuant a la viola. A principis de la dècada de 1950, es va convertir en la primera dona membre de l'Orquestra Simfònica de la NBC. L'any 1955 col·labora amb el violoncel·lista Pau Casals al Festival Pau Casals de Prades, on hi torna diverses vegades. També va participar amb freqüència al Escola i Festival de Música de Marlboro a Vermont. El 1958, va viatjar a Fiji, Samoa i Tahití, i va actuar per al públic nadiu allà. Va fer el seu debut com a recital al Carnegie Hall el febrer de 1960. El seu recital va ser revisat per Harold Schonberg, un destacat crític de The New York Times. Va escriure: Plantilla:CItaTuttle també va actuar i va gravar amb els quartets Galimir, Gotham i Schneider, que va ser revolucionari per a una dona en aquell moment. Des de 1965, també va tocar amb l'"American String Trio".
A partir de 1970, va ensenyar a la Universitat Estatal de Nova York a Albany, l'Acadèmia Musical de Filadèlfia, el Peabody Institute, Curtis, el Mannes College of Music, la Manhattan School of Music i Juilliard. Es va jubilar el 2005.

## Vida privada
Tuttle es va casar per primera vegada als 18 anys, i es va divorciar abans de conèixer William Primrose el 1941. Mentre estudiava a Curtis amb Primrose, als 25 anys, es va casar amb el violista Philip Goldberg. Aquest matrimoni també va ser de curta durada. Com a dona soltera, Tuttle va tenir la seva filla Robin el 1954, i va trobar un terapeuta reichià per ajudar-la a fer les paus amb la seva decisió de ser mare soltera. Casualment, el 1957, es va casar amb el doctor Morton Herskowitz, que també era terapeuta reichià. Va romandre amb ell la resta de la seva vida. Karen Tuttle va morir el 16 de desembre de 2010 a Filadèlfia per complicacions de la malaltia d'Alzheimer.

## Honors i llegat
El 1994, Tuttle va ser reconeguda per ASTA amb el "Premi Artist Teacher Award". També va rebre el títol de doctora honoris causa del Curtis Institute of Music el 2005 i el "New England Conservatory" el 2010.
Tuttle va desenvolupar la tècnica de coordinació de Karen Tuttle veient actuar a William Primrose i col·laborant amb diverses persones. El violoncel·lista Pau Casals, el violinista Alexander Schneider, el violinista i metge Demetrius Constantine Dounis i el psiquiatre Wilhelm Reich la van inspirar. La seva tècnica se centrava a coordinar la consciència física i emocional d'un músic per crear un so bonic. El seu mètode se centra en el joc sense tensió i s'adapta a les necessitats individuals de cada estudiant. El Taller de Coordinació de Karen Tuttle té lloc anualment per a violistes interessats a explorar la seva tècnica.
Alguns dels seus estudiants ara ensenyen a destacades universitats i conservatoris de música: Christine Rutledge, Sheila Browne, Caroline Coade, Susan Dubois, Edward Gazouleas, Jeffrey Irvine, Kim Kashkashian, Michelle LaCourse, Katherine Murdock, Ashan Pillai, Lawrence Power, Lynne Ramsey, André Roy, Karen Ritscher, Carol Rodland, Kate Hamilton, Masumi Per Rostad, Jennifer Stumm, i Stephen Wyrczynski.